# Deutsche Leichtathletik-Meisterschaften 1912
Die 15. Deutschen Leichtathletik-Meisterschaften fanden am 18. August 1912 in Duisburg statt.

## Ausgelagerte Wettbewerbe
Wie schon in den vergangenen Jahren fanden einige Wettbewerbe nicht am Hauptort statt. Ausnahmen waren der Zehnkampf – ausgetragen am 15. September in München – und das 100-km-Straßengehen – durchgeführt am 1. September ebenfalls in München. Dieser Wettbewerb wurde letztmals bei den Deutschen Meisterschaften ausgetragen. An seine Stelle kam im Gehen ab 1920 die Distanz von 50 km ins Wettkampfprogramm. Neue Disziplinen gegenüber dem Vorjahr gab es nicht.
Außerdem fand auch wieder ein Marathonlauf statt – in Berlin am 3. November, diesmal über 42 km, der jedoch bis 1924 offiziell nicht zu den Meisterschaftswettbewerben gehörte, sondern als „Deutscher Marathonlauf“ unabhängig davon durchgeführt wurde.

## Besondere Leistung
Richard Rau gewann zum dritten Mal hintereinander beide Sprintstrecken.

## Medaillengewinner
| Disziplin                                       | Gold                                          | Leistung         | Silber                                 | Leistung      | Bronze                                      | Leistung                  |
| ----------------------------------------------- | --------------------------------------------- | ---------------- | -------------------------------------- | ------------- | ------------------------------------------- | ------------------------- |
| 100 m                                           | Richard Rau (SC Charlottenburg)               | 11,2 s0          | Emil Fischer (SV St. Georg von 1895)   | 11,3 s0       | Max Herrmann (Berliner SC)                  | 11,4 s0                   |
| 200 m                                           | Richard Rau (SC Charlottenburg)               | 23,2 s0          | Max Herrmann (Berliner SC)             | 23,4 s0       | Emil Fischer (SV St. Georg von 1895)        | 23,5 s0                   |
| 400 m                                           | Hanns Braun (Münchner SC)                     | 51,6 s0          | Heinz Ludwig (SC Saar 05 Saarbrücken)  | 54,0 s0       | Max De Vries (Preußen Duisburg)             |                           |
| 800 m                                           | Erich Lehmann (Charlottenburger TG)           | 2:00,9 min       | Heinz Ludwig (SC Saar 05 Saarbrücken)  |               | Hugo Noll (Düsseldorfer TV von 1847)        |                           |
| 1500 m                                          | Erwin von Sigel (SC Preußen Berlin)           | 4:08,8 min       | Georg Mickler (SC Charlottenburg)      | 4:08,9 min    | Gaston von Totenwarth (Essener TB)          | 4:13,8 min                |
| 7500 m                                          | Gregor Vietz (Deutscher LC Berlin)            | 25:04,4 min      | Jean Kastenholz (Kölner BC 01)         | 25:08,0 min   | Josef Busch (FC Borussia München-Gladbach)  | 25:36,2 min               |
| Marathonlauf 42 km                              | Johannes Christensen – Dänemark (Berliner SC) | 2:48:55,5 h00    | Otto Wagner (VfB Leipzig)              | 2:51:37,2 h00 | Fritz Blankenburg (Berliner SpVgg)          |                           |
| 110 m Hürden                                    | Walter Martin (Leipziger BC)                  | 15,8 s0          | Richard Rau (SC Charlottenburg)        |               | Willy Schöltz (SC Charlottenburg)           |                           |
| 3000 m Hindernis                                | Paul Seyffert (SC Charlottenburg)             | 10:15,7 min      | Paul König (Düsseldorfer TV von 1847)  | 10:15,8 min   | W. Neyka (Preußen Duisburg)                 |                           |
| 3000-m- Bahngehen                               | Paul Gunia (Teutonia 99 Berlin)               | 13:11,6 min      | Wilhelm Schmidt (1. FC Nürnberg)       | 13:12,0 min   | Otto Buckow (Berliner AK 07)                |                           |
| 100-km-Straßengehen                             | Carl Brockmann (SC Charlottenburg)            | 10:24:02,4 h00   | Joseph Binder (Bajuwaren München)      | 10:40:18 h000 | August Bendick (ASC Vegetarier Berlin)      | 10:46:19 h000             |
| Hochsprung                                      | Hans Liesche (Eimsbütteler TV)                | 1,87 m           | Willy Förster (SC Germania Magdeburg)  | 1,73 m        | Otto Röhr (SC Charlottenburg)               | 1,68 m                    |
| Stabhochsprung                                  | Otto Fleiter (ASC Münster)                    | 3,50 m           | Robert Pasemann (Berliner SC)          | 3,48 m        | P. Muschard (Allgemeiner TV Köln)           | 2,88 m                    |
| Weitsprung                                      | Robert Pasemann (Berliner SC)                 | 6,42 m           | August Sandvoß (SC Charlottenburg)     | 6,40 m        | Hermann von Bönninghausen (TV 1860 München) | 6,31 m                    |
| Kugelstoßen                                     | Franz Buchholz (SC Charlottenburg)            | 11,72 m          | Paul Willführ (Berliner SC)            | 11,38 m       | Ewald Wirminghaus (Essener SV 1899)         | 11,25 m                   |
| Diskuswurf                                      | Georg Kerker (FC Segeberg)                    | 40,78 m          | Heinrich Buchgeister (TV 1860 München) | 39,36 m       | Paul Willführ (Berliner SC)                 | 38,08 m                   |
| Speerwurf                                       | Erich Zimmermann (Eintracht Braunschweig)     | 50,97 m          | Erich Herbst (BFC Preussen)            | 50,20 m       | Otto Fleiter (ASC Münster)                  | 47,69 m                   |
| Zehnkampf (2. Zeile: Pkte. nach 1985er Wertung) | Karl Halt (MTV München)                       | 509 P (5234,0 P) | Edmund Henninger (TG Steglitz)         | (3984,5 P)    | keine weiteren Teilnehmer                   | keine weiteren Teilnehmer |